# Тигист Асефа
Тигист Асефа Тесема (амх. ትእግስት አሰፋ; рођена 3. децембра 1996.) је етиопска тркачица на дуге стазе и бивша светска рекордерка у женском маратону. Њен некадашњи светски рекорд од 2:11:53 (два сата, 11 минута, 53 секунди) постављен је током Берлинског маратона 2023. Спортску каријеру је почела као тркачица на 800 метара.

## Каријера
Асефа је 2013. године освојила бронзану медаљу на 800 метара на јуниорском првенству Африке.
У августу 2014, Асефа је заузела четврто место у дисциплини 800 метара за жене на афричком првенству у атлетици у Маракешу, Мароко. Истог месеца победила је у трци на 800 метара на ИСТАФ митингу у Берлину, у Немачкој. У септембру је завршила као четврта у истој дисциплини на ИААФ континенталном купу, такође одржаном у Маракешу.
Асефа је елиминисана у трци на 800 м на Светском првенству у дворани 2016. у Портланду, САД. Представљала је Етиопију у 800 м на Олимпијским играма у Рију 2016. године, где није прошла први круг квалификација иако је трчала свој најбољи резултат те сезоне 2:00,21.
Ассефа је од 2018. почела да трчи уличне трке и дуже деонице.
У марту 2022, Асефа је дебитовала на инаугурационом маратону у Ријаду у Саудијској Арабији, завршила је седма са временом 2:34:01.

### Берлински маратон 2022
Асефа је завршила Берлински маратон 2022. у времену од 2:15:37. Ово време је преко 18 минута брже у односу на њено претходно најбрже време. Била је два минута бржа од другопласиране, поправила је рекорд стазе за више од два и по минута и поставила рекорд Етиопије. То ју је тада учинило трећом најбржом маратонком икада, споријом само од тадашње светске рекордерке Бригид Косгеи (2:14:04) и бивше рекордерке Поле Редклиф (2:15:25).

### Берлински маратон 2023
Асефа је победила на Берлинском маратону 2023. у времену 2:11:53, поставивши нови светски рекорд. Истрчала је прву половину трке за 66:20 и другу половину за 65:33.

### Олимпијске игре у Паризу 2024
Тигист Асефа је освојила друго место у олимпијском маратону иза Холанђанке Сифан Хасан. Асефа је стазу од 42 километра и 195 метара истрчала за 2:22:58.

## Достигнућа

### Лични рекорди
Све информације са профила Тигист Асефа на сајту Светске атлетике.
| Подлога        | Деоница     | Време   | Датум               | Место                  | Напомене |
| -------------- | ----------- | ------- | ------------------- | ---------------------- | -------- |
| Атлетска стаза | 400 метара  | 54.05   | 27. јун 2012.       | Порто-Ново, Бенин      |          |
| Атлетска стаза | 800 метара  | 1:59.24 | 3. јул 2014.        | Лозана, Швајцарска     |          |
| Друм           | 10 км       | 30:52   | 25. јун 2022.       | Лангу, Француска       |          |
| Друм           | Полумаратон | 1:07:28 | 30. април 2022.     | Херцогенаурах, Немачка |          |
| Друм           | Маратон     | 2:11:53 | 24. септембар 2023. | Берлин, Немачка        |          |